# Dieselstraße (Halle)
Dieselstraße ist ein Stadtviertel mit 533 Einwohnern (2019) im Stadtteil Halle, Stadtbezirk Ost der Stadt Halle (Saale) in Sachsen-Anhalt, Deutschland.

## Lage
Das Stadtviertel ist nach seiner Hauptachse Dieselstraße benannt, die das Viertel von West nach Ost durchquert. Diese verbindet die Bundesstraße 91 (Merseburger Straße) mit der Bundesstraße 6 (Leipziger Chaussee).
Das Stadtviertel ist durch folgende Objekte umgrenzt (von Norden im Uhrzeigersinn): Leipziger Chaussee (B 6), Europachaussee, Bahnstrecke Magdeburg–Leipzig, Alte Schmiede, Leipziger Chaussee (B 6), Ringstraße, Osendorfer Damm, Äußere Kasseler Straße, Bahnstrecke Halle–Bebra.
Angrenzende Stadtviertel

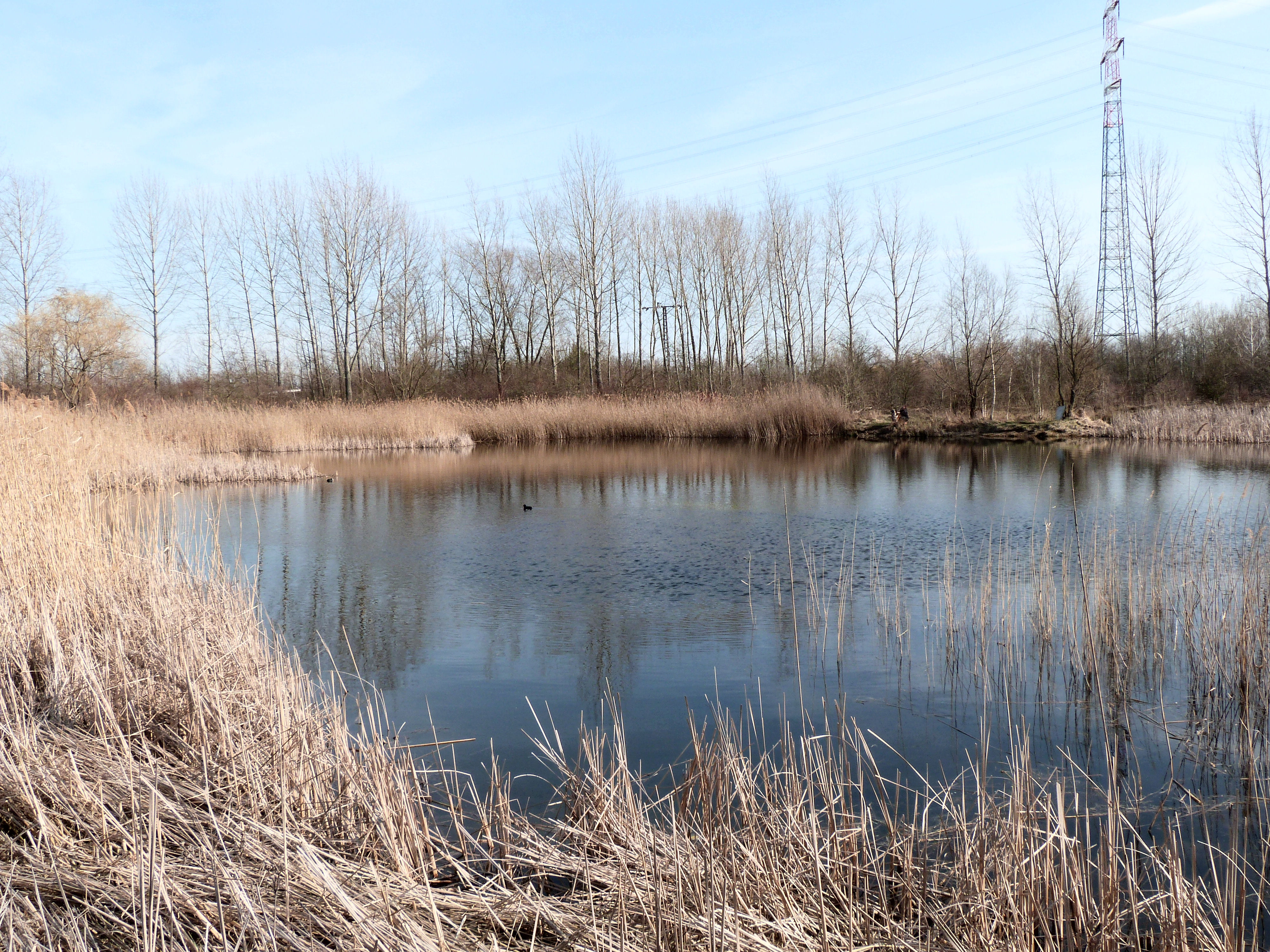
Geflutetes Tagebaurestloch südlich der Dieselstraße

- Freiimfelde/Kanenaer Weg und Kanena/Bruckdorf im Osten
- Radewell/Osendorf und Ammendorf/Beesen  im Süden
- Damaschkestraße und Lutherplatz/Thüringer Bahnhof im Westen

## Ehemaliges Tagebaugebiet
Das Gebiet östlich der Merseburger Straße von Bruckdorf im Norden bis Osendorf im Süden war ab dem 19. Jahrhundert zum großen Teil Braunkohletagebaugebiet. Der Abbau wurde 1966 eingestellt und der Tagebau größtenteils verfüllt. Davon zeugen mehrere geflutete Tagebaurestlöcher. Südlich der Dieselstraße befindet sich z. B. der Tonnensee, ein geflutetes Tagebaurestloch des Braunkohletagebaus „v. d. Heydt“, wo auch ein Angelverein seinen Sitz hat.
Des Weiteren ist auf dem Gebiet des ehemaligen Tagebaus eines der größten zusammenhängenden Kleingartengebiete der Stadt mit entsprechender Bedeutung für die Naherholung und Freizeitgestaltung entstanden.

## Leuchtturmsiedlung

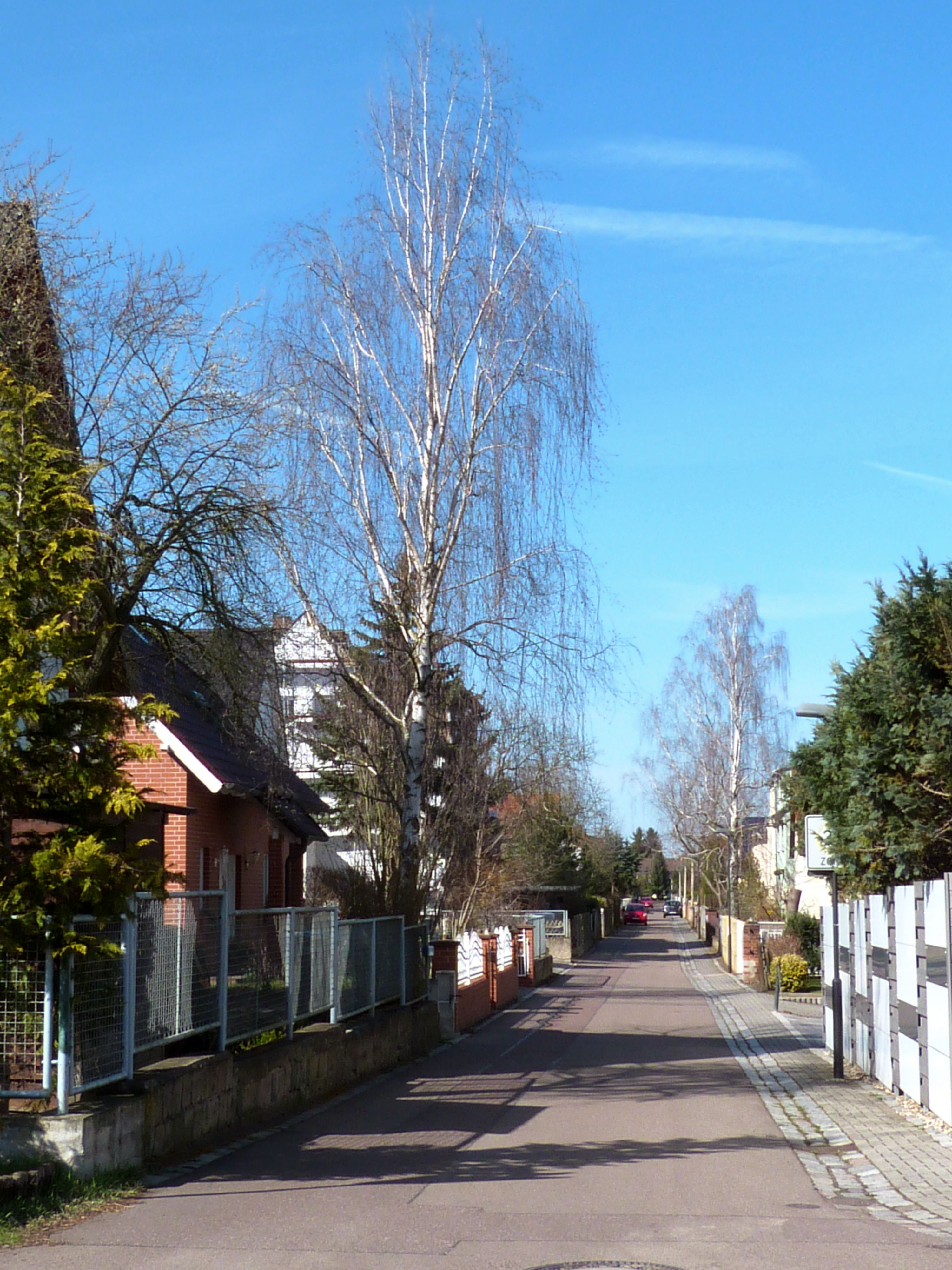
Der Apfelweg in der Leuchtturmsiedlung

Nördlich grenzt an die Dieselstraße die aus Einfamilienhäusern bestehende und in den 1920er Jahren entstandene Leuchtturmsiedlung, von der Stadt Halle als zusätzliches Stadtquartier ausgewiesen. Den Namen erhielt die Siedlung nach der hier im Jahre 1905 errichteten Gastwirtschaft „Zum Leuchtturm“, die zu Beginn des Zweiten Weltkrieges geschlossen wurde. Der Apfelweg mit Wendeplatz wurde mit Reihenhäusern einfacher Bauart in den Jahren 1942/1943 durch „Fremdarbeiter“ als Ersatz für die dem Tagebau Alwine geopferte Siedlung Krinitzanger gestaltet.
Zwischen 1940 und 1948 war in einem Anbau der Leuchtturmgaststätte eine Filzfabrik sowie zwischen 1961 und 1990 war auf dem Gelände der Gastwirtschaft ein Betrieb für Fischverarbeitung untergebracht. Auf dem Grundstück der Familie Sonntag wurde 1947 ein Gebäude als Schulbau für die Klassen 1–4 in freiwilligen Aufbaustunden errichtet. In den nachfolgenden Jahren verfiel das Gebäude immer mehr, so dass es 2013 abgerissen wurde. Aufgrund der Straßennamen (u. a. Apfel-, Birnen-, Pflaumenweg) ist umgangssprachlich die Bezeichnung „Kompottsiedlung“ geläufig.

## Infrastruktur
Das Stadtviertel wird durch die Buslinien 26, 43 und 44 erschlossen.
Über die Leipziger Chaussee (Bundesstraße 6) besteht die Verkehrsanbindung zum Halleschen Einkaufspark (HEP).
Im Stadtviertel haben sich einige wenige Betriebe und Dienstleistungen angesiedelt.
Der Handwerksbetrieb Maschinenbau Jacobs an der Leipziger Chaussee besteht seit 1920.
Seit 1994 hat das MoBau Bauzentrum Halle in der Dieselstraße seinen Firmensitz.
Die Umwelttechnik & Wasserbau GmbH hat eine Niederlassung ebenfalls in der Dieselstraße.